# Leopardmuräna
Leopardmuräna (Gymnothorax undulatus) är en fiskart som först beskrevs av Lacepède, 1803.  Leopardmuräna ingår i släktet Gymnothorax och familjen Muraenidae. Inga underarter finns listade i Catalogue of Life.